# 艾哈迈德·恩代尔
艾哈迈德·恩代尔（土耳其語：Ahmet Önder，1996年7月11日—），土耳其男子竞技体操运动员，2019年欧洲运动会男子单杠银牌得主、2019年世界竞技体操锦标赛男子双杠银牌得主、2023年欧洲竞技体操锦标赛男子团体全能银牌得主。